# The Clancy Brothers
The Clancy Brothers fueron un influyente grupo de música folk, que inicialmente se desarrolló como parte del resurgimiento de la música popular norteamericana a finales de la década de 1950 y principios de la década de 1960. Principalmente populares durante la década de 1960, eran reconocidos por su vestimenta irlandesa y fueron ampliamente acreditados por la divulgación de la música tradicional irlandesa en los Estados Unidos y su revitalización en Irlanda, allanando el camino para el auge de un folk irlandés con grupos como los Dubliners y Wolfe Tones.
Los hermanos Clancy, Patrick "Paddy" Clancy, Tom Clancy y Liam Clancy, son mejor conocidos por su trabajo con Tommy Makem, la grabación de casi dos docenas de álbumes juntos como The Clancy Brothers y Tommy Makem. Makem dejó el grupo en 1969, el primero de muchos cambios en el grupo con el paso de los años. El más notable miembro posterior fue el cuarto hermano del clan Clancy, Bobby Clancy. El grupo continuó en diferentes formaciones hasta la muerte de Paddy Clancy en 1998.
The Clancy Brothers y Tommy Makem influyeron significativamente en el joven Bob Dylan y otros artistas emergentes de la época, como Christy Moore y Paul Brady. El grupo era conocido por los a menudo animados arreglos de las viejas baladas irlandesas, canciones de rebeldes y bebida, salomas, y otras canciones tradicionales.

## Discografía selecta

### Con Tommy Makem
Tradition Records
- The Lark in the Morning (1955) – Tradition LP/Rykodisc CD (with Liam Clancy and Tommy Makem only of the group)
- The Rising of the Moon (or Irish Songs of Rebellion) (1956, 1959 second version)
- Come Fill Your Glass with Us (or Irish Songs of Drinking and Blackguarding) (1959)
- The Clancy Brothers and Tommy Makem (eponymous) (1961)

Columbia Records
- A Spontaneous Performance Recording (1961)
- Hearty and Hellish! A Live Nightclub Performance (1962)
- The Boys Won't Leave the Girls Alone (1962) – Two stereo issues with alternate mixes issued on out of print Shanachie CDs.
- In Person at Carnegie Hall (1963) – US #50; on Columbia CD
- The First Hurrah! (1964) – US No. 91
- Recorded Live in Ireland (1965)
- Isn't It Grand Boys (1966) – UK No. 22
- Freedom's Sons (1966)
- The Irish Uprising (1966)
- In Concert (1967) – on Columbia CD
- Home, Boys, Home (1968)
- Sing of the Sea (1968)
- The Bold Fenian Men (1969)
- Reunion (1984) – released on Blackbird LP/Shanachie CD
- Luck of the Irish (1992) – Columbia/Sony compilation (Contains a new song, Wars of Germany, and three new performances of previously released songs: Home Boys Home, The Old Orange Flute and They're Moving Father's Grave To Build A Sewer.)
- The 30th Anniversary Concert Celebration (1992) – Featuring Bob Dylan & various guests.
- Irish Drinking Songs (1993) – Contains unreleased material from the Carnegie Hall album.
- Ain't It Grand Boys: A Collection of Unissued Gems (1995) – Unreleased material from the 1960s era.[9]
- Carnegie Hall 1962 (2009)

### The Clancy Brothers (Liam, Tom, Pat, Bobby)
With Finbar & Eddie Furey
- Christmas – Columbia LP/CD (1969)
- Flowers in the Valley – Columbia LP (1970)

Audio Fidelity Records
- Welcome to Our House (1970)

### Lou Killen, Paddy, Liam, Tom Clancy
Audio Fidelity Records
- Show Me The Way (1972)
- Save the Land! (1972)
- Live on St. Patrick's Day (1973)

Vanguard Records
- Clancy Brothers Greatest Hits (1973) – Vanguard LP/CD

*This was reissued as 'Best of the Vanguard Years' with bonus material from the 1982 Live! album with Bobby Clancy and Robbie O'Connell.

### Liam Clancy y Tommy Makem
Blackbird and Shanachie Records
- Tommy Makem and Liam Clancy (1976)
- The Makem & Clancy Concert (1977)
- Two for the Early Dew (1978)
- The Makem and Clancy Collection (1980) – contains previously released material and singles
- Live at the National Concert Hall (1983)
- We've Come A Long Way (1986)

### Bob Dylan
- The 30th Anniversary Concert Celebration (Pat, Liam & Bobby Clancy sing "When The Ship Comes In" with Tommy Makem and Robbie O'Connell)

### The Clancy Brothers (Tom, Pat, Bobby) y Robbie O'Connell
- Live – Vanguard (1982)
- "Tunes and Tales of Ireland" – Folk Era Records(1988)

### The Clancy Brothers (Liam, Pat, Bobby) y Robbie O'Connell
- Older But No Wiser – Vanguard (1995)

### Clancy, O'Connell & Clancy
Helvic Records
- Clancy, O'Connell & Clancy – (1997)
- The Wild And Wasteful Ocean – (1998)

### Tommy Makem
- Ancient Pulsing – Poetry With Music
- The Bard of Armagh
- An Evening With Tommy Makem
- Ever The Winds
- Farewell To Nova Scotia
- In The Dark Green Wood – Columbia Records
- In The Dark Green Woods – Polydor Records
- Live at the Irish Pavilion
- Lonesome Waters
- Love Is Lord of All
- Recorded Live – A Roomful of Song
- Rolling Home
- Songbag
- Songs of Tommy Makem
- The Song Tradition
- Tommy Makem Sings Tommy Makem
- Tommy Makem And Friends in Concert

### Liam Clancy
- The Mountain of the Women : Memoirs of an Irish Troubadour – audiobook
- The Dutchman
- Irish Troubadour
- Liam Clancy's Favourites
- The Wheels of Life

### Bobby Clancy
- So Early in the Morning – (1962) Tradition LP
- Good Times When Bobby Clancy Sings – (1974) Talbot LP
- Irish Folk Festival Live 1974 (Bobby appears on 4 songs) – (1974) Intercord LP/CD
- Make Me A Cup – (1999) ARK CD
- The Quiet Land – (2000) ARK CD

### Robbie O'Connell
- Close to the Bone
- Love of the Land
- Never Learned to Dance
- Humorous Songs – Live
- Recollections (compilación de los cuatro álbumes previos)

### Clancy, Evans & Doherty
- Shine on Brighter (featuring Liam Clancy) – (1996) Popular CD

### Peg y Bobby Clancy
- Songs From Ireland – (1963) – Tradition LP

### Vídeo
Como actores
- Treasure Island – The Golden Age of TV Drama

Actuaciones grabadas
- The Best of 'Hootenanny'
- Pete Seeger's Rainbow Quest: The Clancy Brothers and Tommy Makem
- Ballad Session: Bobby Clancy
- The Clancy Brothers and Tommy Makem: Reunion Concert at the Ulster Hall, Belfast
- Liam Clancy – In Close Up, vol. 1 and 2
- Bob Dylan: The 30th Anniversary Concert Celebration (1 canción)
- Lifelines: The Clancy Brothers
- The Clancy Brothers & Robbie O'Connell – Farewell to Ireland
- Live from the Bitter End (Liam Clancy)
- Come West along the Road, vol. 2: Irish Traditional Music Treasures from RTÉ TV Archives, 1960s–1980s (Bobby & Peggy Clancy)

Documentales
- The Story of the Clancy Brothers & Tommy Makem
- Bringing It All Back Home
- No Direction Home: Bob Dylan
- Folk Hibernia
- The Legend of Liam Clancy
- The Yellow Bittern: The Life and Times of Liam Clancy